# Canjadude
Canjadude ist eine Ortschaft im Verwaltungssektor von Gabú in der gleichnamigen Region in Guinea-Bissau. Der Ort hat 911 Einwohner (Stand 2009).

## Geschichte
Im Portugiesischen Kolonialkrieg, der in Guinea-Bissau von 1963 bis 1974 dauerte und besonders intensiv geführt wurde, unterhielten Einheiten des Portugiesischen Heers in Canjadude einen Stützpunkt.
Die Unabhängigkeitsbewegung PAIGC griff den Stützpunkt mehrmals an. Nach der Nelkenrevolution in Portugal am 25. April 1974 und dem folgenden Ende des Kolonialkriegs erfolgte die Anerkennung der Unabhängigkeit Guinea-Bissaus am 10. September 1974.
Danach wurde auch Canjadude offiziell übergeben. Bei der Übergabezeremonie unter Anwesenheit beider bisher feindlichen Militäreinheiten wurde die Flagge Portugals eingeholt und die Flagge Guinea-Bissaus gehisst, das hier stationierte portugiesische Jäger-Bataillon CCaç5 zog danach ab.